# Janževa Gora
Janževa Gora je naselje v Občini Selnica ob Dravi.
Manjši kraj, ki leži ob magistralni cesti Maribor-Dravograd. 
Leži med kraji: Selnica ob Dravi, Črešnjevec ob Dravi, Zgorni Boč in Falo. 
Na cesti iz Maribora proti Dravogradu, si lahko celotno pot ogledujemo lepoto narave, na levi najdemo tudi HE Fala - Najstarejšo elektrarno na Dravi.